# Ворі ворі
Ворі ворі (гуар. і ісп. Vorí vorí, іноді Bori bori) — густий суп з маленькими кульками з кукурудзяного борошна та сиру на кшталт галушок, поширений у Парагваї та на північному сході Аргентини. Страва виникла як суміш кулінарних традицій колонізаторів-іспанців та корінного населення, що поширилася багато в чому завдяки єзуїтським місіям на землях індіанців гуарані. Ворі ворі традиційно подають у холодні зимові місяці, щоб зігрітися, хоча його їдять і влітку.

## Походження
Назва «ворі ворі» походить з мови індіанців гуарані. У гуарані один із способів позначити достаток - це повторення слова. Так, vorí – один, але vorí vorí може бути два і більше. Слово «vorí», яким називається страва, є похідним від іспанського слова «bolita» («маленька кулька», «м'яч» — відсилання до маленьких кукурудзяних кульок у блюді). Слово перейшло у мову гуарані як «борита» і, нарешті, скоротилося до «ворі». Виходить, що vorí vorí це bolita bolita.
Ворі ворі — результат симбіозу продуктів Старого та Нового світу. Дієта гуарані була доповнена продуктами, які іспанці привезли із собою з Європи. Значний вплив на раціон місцевого населення надав завезення великої рогатої худоби в 1556. Так у кухні Нового світу з'явилася яловичина та баранина, молоко, яйця, сири тощо. Таким чином, традиційні страви гуарані з кукурудзи, маніоку, гарбуза, солодкої картоплі були доповнені інгредієнтами, привезеними іспанцями (м'ясо, молоко, сир, яйця тощо). Саме в цьому контексті виникли рецепти вже типових страв, в основі яких лежать маніока, кукурудза, сир, молоко та яловичина.
Ворі ворі — одна з небагатьох парагвайських страв, яку їдять представники всіх верств населення. Його вживають і на розкішних банкетах, і на скромних гуляннях на сільських ранчо.

## Приготування
Типовий ворі ворі містить кукурудзяне борошно та свіжий сир для приготування кульок, жирний суп або бульйон. Існують й інші варіанти, які зазвичай називають «vorí vorí blanco» з додатковими інгредієнтами, такими як масло, часник, цибуля, гарбуз, молоко і рис. Зі спецій зазвичай використовують орегано.
Кукурудзяне борошно і тертий сир кладуть у ємність, змочуючи цю суміш жирним бульйоном до тих пір, поки не вийде маса, з якої легко ліпляться маленькі кульки. Кожна кулька має бути розміром з велику виноградину. Коли буде зроблено достатньо дрібних кульок, їх поміщають у киплячий суп і готують близько 5 хвилин . Якщо суп стане занадто густим, його можна розбавити, додавши ще окропу.
Традиційний ворі ворі також відомий як «ворі ворі кальдо».
Один із найпоширеніших рецептів — «ворі ворі де галліна», коли до супу додають шматочки курки, попередньо приготовані на грилі.
Коли кульки маленькі, їх називають «tu'i rupi'a», що мовою гуарані означає «яйця папуг».